# Giao hưởng số 7 (Schubert)
Giao hưởng số 7, cung Mi trưởng, D.729 là bản giao hưởng của nhà soạn nhạc người Áo Franz Schubert. Ông phác thảo bản giao hưởng này vào năm 1821, nhưng lại không phối dàn nhạc giao hưởng. Sau này nhiều người đã giúp ông, có thể kể đến như John Francis Barnett đã phối dàn nhạc vào năm 1884, hay như Felix Weingartner vào năm 1935 hoặc Brian Newbould vào năm 1977 đã làm được điều tương tự.